# گلن راک (نیوجرسی)
گلن راک (به انگلیسی: Glen Rock) شهری در ایالت نیوجرسی کشور ایالات متحده آمریکا است که جمعیت آن در سرشماری سال ۲۰۱۰ میلادی، ۱۱٬۶۰۱ نفر بوده‌است.